# エルトゥールル号遭難事件

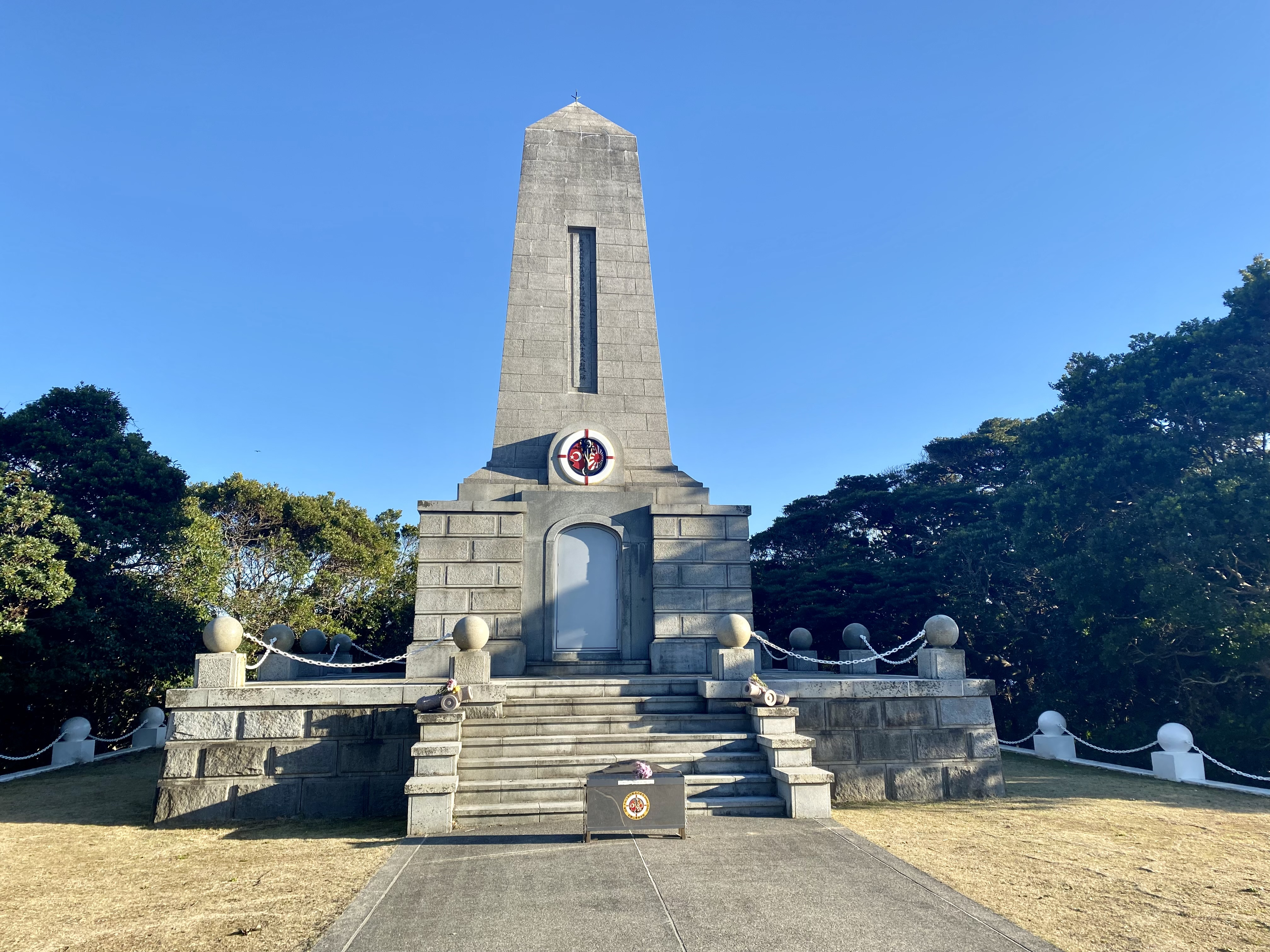
エルトゥールル号殉難将士慰霊碑
（和歌山県串本町）

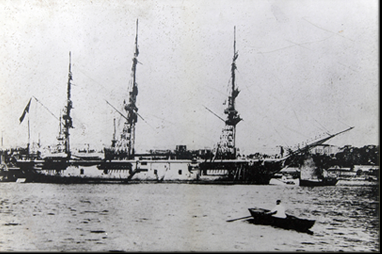
オスマン帝国海軍「エルトゥールル」

エルトゥールル号遭難事件（エルトゥールルごうそうなんじけん）は、1890年（明治23年）9月16日夜半にオスマン帝国（現在のトルコの一部）の軍艦エルトゥールル号 (Ertuğrul Fırkateyni) が、現在の和歌山県東牟婁郡串本町にある紀伊大島の樫野埼東方の海岸沿いで遭難し、500名以上の犠牲者を出した事件。日本の海難史上初の大規模な外国船の海難事故である。

## 事件の経緯

### 訪日

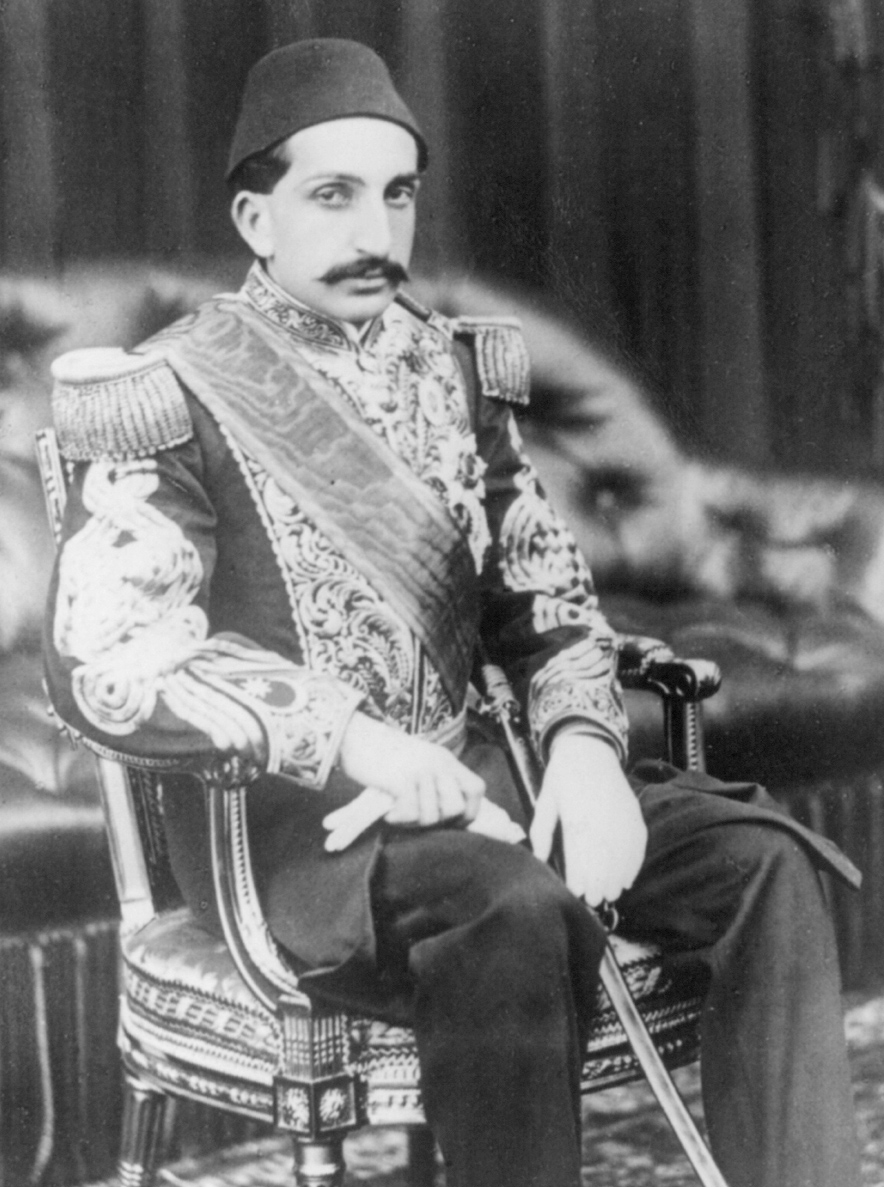
アブデュルハミト2世

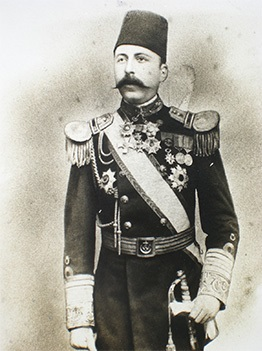
オスマン・パシャ艦長

大日本帝国とオスマン帝国との間では1887年に行われた小松宮彰仁親王夫妻のイスタンブール訪問を契機に皇室儀礼関係が始まり、アブデュルハミト2世は明治天皇に勲章を奉呈するためにエルトゥールル号を日本へ派遣することとなった。
エルトゥールル号は船体の整備を受けたうえで1889年7月14日にイスタンブールを出港し、数々の困難に遭いながらも航海の途上に立ち寄ったインドやインドネシアなどのイスラム諸国で歓迎を受けつつ、11ヶ月かけて1890年6月7日にようやく日本へ到着した。横浜港に入港したエルトゥールル号の司令官オスマン・パシャを特使とする一行は、同年6月13日にアブデュルハミト2世からの皇帝親書を明治天皇に奉呈し、オスマン帝国最初の親善訪日使節団として歓迎を受けた。

### 帰途の遭難

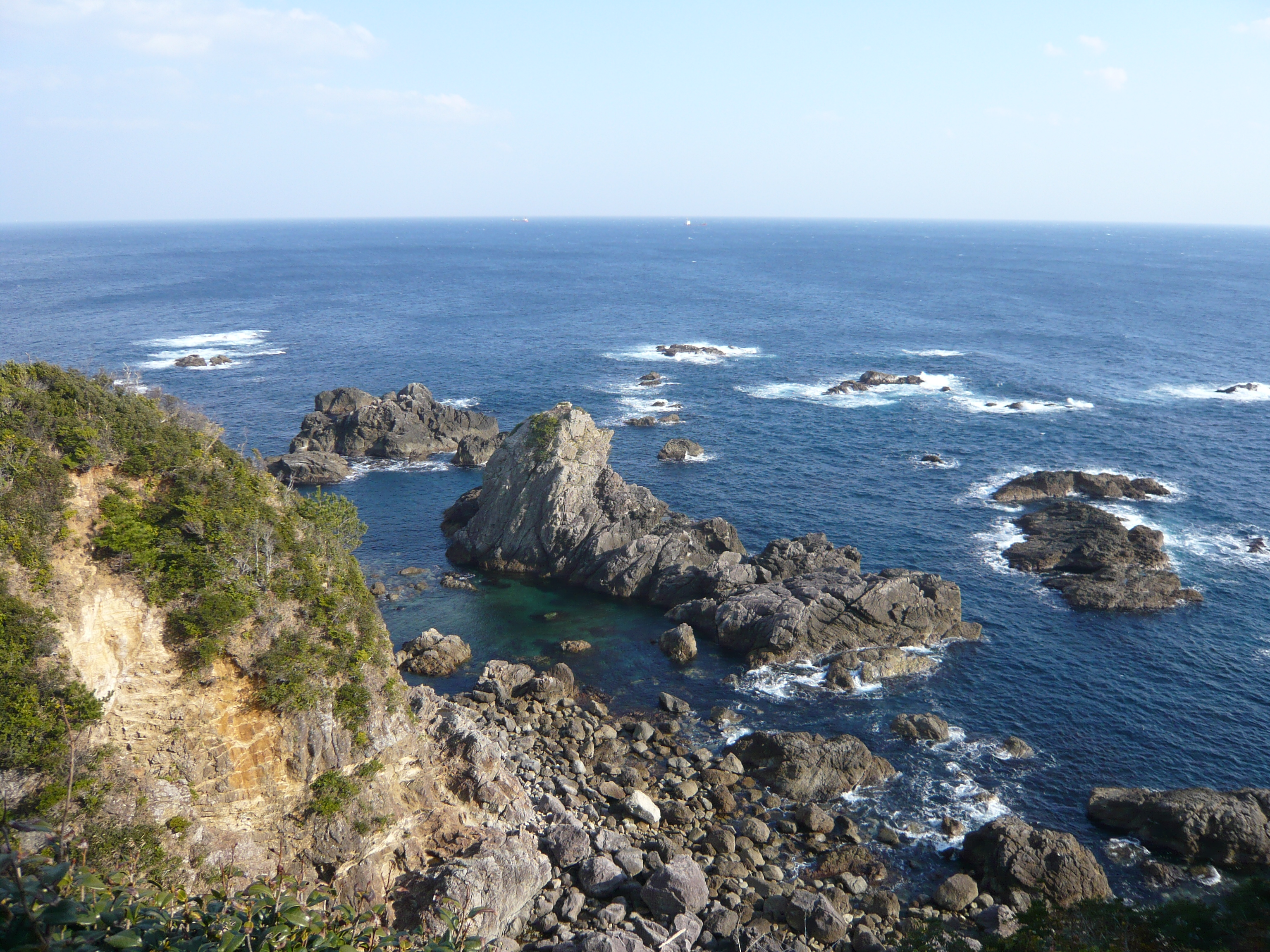
紀伊大島トルコ記念館の直下の海岸。画像奥中央の岩礁にエルトゥールル号が乗り上げ、座礁した。

エルトゥールル号は艦齢26年の老朽艦だったうえ、補給品の不足や乗員の経験不足などもあり、そもそも極東行きの航海自体も海軍内部に反対意見は強く、日本にたどり着いたこと自体が大変な幸運だとみられていた。そして出港以来、蓄積し続けた艦の消耗や乗員の消耗、資金不足に伴う物資不足が限界に達していた。
さらにエルトゥールル号ではコレラ禍が発生し、1890年9月15日になってようやく横浜を出港することとなった。遠洋航海に耐えないエルトゥールル号の消耗ぶりをみた日本側は台風の時期をやり過ごすように勧告するも、オスマン帝国側はその制止を振り切って帰路についた。
このように無理を押してエルトゥールル号が派遣された裏には、インド・東南アジアのムスリム（イスラム教徒）にイスラム教の盟主・オスマン帝国の国力を誇示したい皇帝・アブデュルハミト2世の意志が働いており、出港を強行したのも、日本に留まりつづけることでオスマン帝国海軍の弱体化を流布されることを危惧したためと言われている。遭難事件はその帰途に起こった。
1890年9月16日21時ごろ、折からの台風による強風にあおられたエルトゥールル号は紀伊大島の樫野埼に連なる「船甲羅」(ふなごうら)と呼ばれている岩礁に激突し 
、座礁した機関部への浸水による水蒸気爆発が発生した結果、22時半ごろに沈没した。これにより、司令官オスマン・パシャをはじめとする600名以上が海へ投げ出された。

### 救難活動

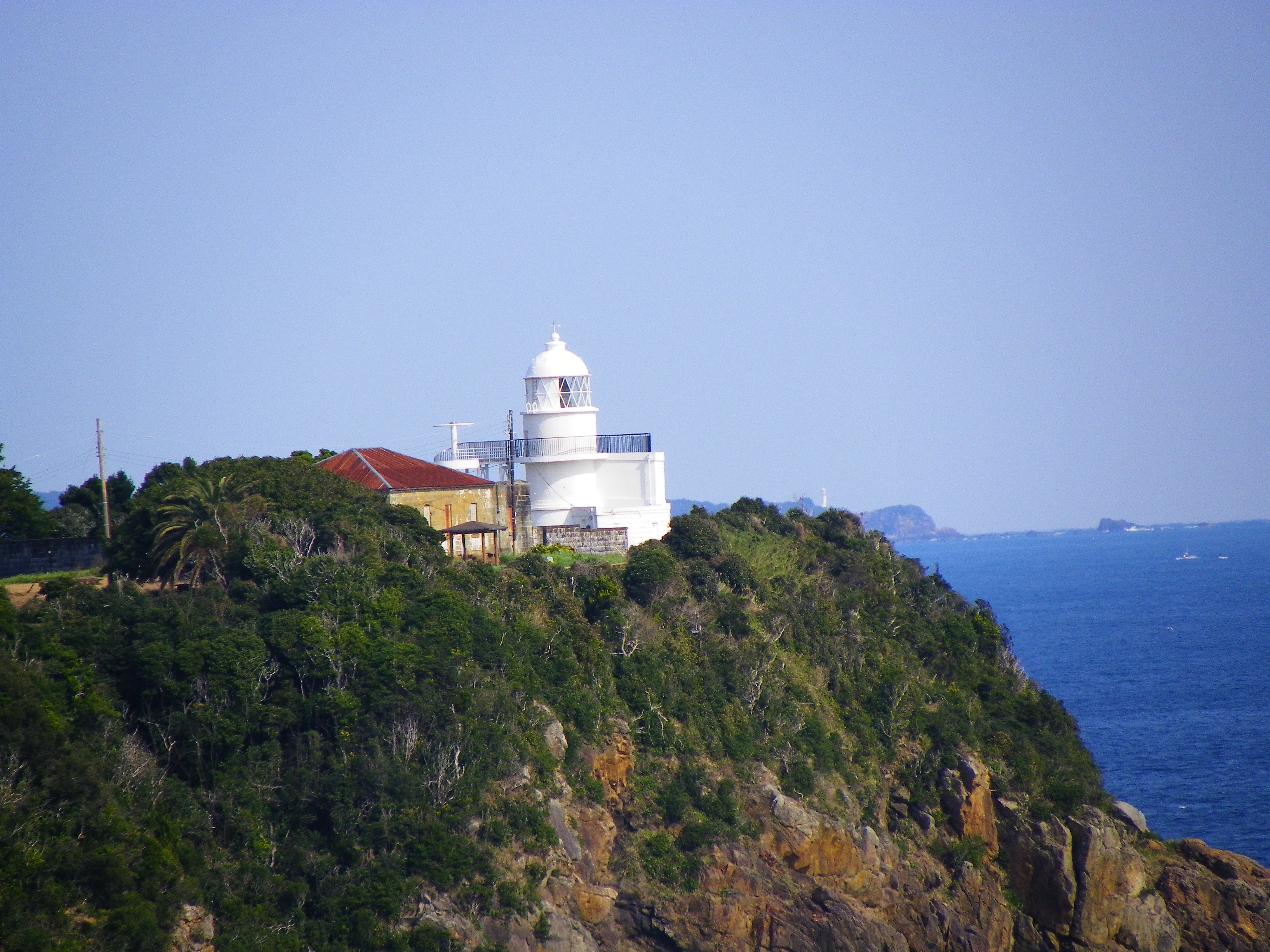
樫野埼灯台

樫野埼灯台下に流れ着いた生存者のうち、何人かが暗闇の中を灯台の明かりをたよりに断崖を這い登って灯台にたどりついた。
灯台には逓信省管轄下の雇員2名が灯台守として勤務しており、生存者の介護とともに大島村（現在の串本町）樫野地区の区長に急報した。灯台守は応急手当を行ったが、お互いの言葉が通じないことから国際信号旗を使用し、遭難したのがオスマン帝国海軍軍艦であることを知った。
樫野地区の区長は島の反対側にある大島地区にいた大島村長の沖周（）にも使者を送り、翌日午前10時30分頃に伝えられた。沖村長は郡役所と和歌山県庁に使者を派遣し、村に居住する3人の医師とともに午前11時30分頃に現場に到着し、村民を大動員して生存者の探索と負傷者の救済を行った。この時、台風によって出漁できず食料の蓄えもわずかだったにもかかわらず、住民は浴衣などの衣類、米、卵やサツマイモ、それに非常用の鶏すら供出するなど、生存者たちの救護に努めた。この結果、656名中、樫野の寺、学校、灯台に収容された69名が救出され、生還に成功した。その一方、司令官のオスマン・パシャを含めた587名は死亡または行方不明という大惨事となった。
大島村長の沖は生存者士官から事情聴取をすると17日夕刻に東京の海軍省と呉鎮守府に打電し、さらに18日早朝には村役場雇員と巡査と2名の生存者士官を領事館が林立する神戸へ派遣した。村長からの連絡により、19日未明には和歌山県庁と兵庫県庁が第一報を受け、和歌山県庁は海軍省、兵庫県庁は宮内省に打電した。
生存者士官が向かった神戸では地方新聞の『神戸又新日報』が19日付で号外を出し、海難を知ったドイツ領事館は神戸停泊中のドイツ海軍の砲艦「ウォルフ」を大島に急行させ、生存者の大半は21日早朝に神戸の和田岬消毒所へ搬送・収容された。
中央政府では明治天皇の賓客として迎えていたことから宮内省、外国軍艦であることから外務省と海軍省、海難事故であることから内務省と逓信省が対応に当たった。宮内省は明治天皇の意向を受け、海軍省に軍艦の急派を要請し、宮内省侍医と日本赤十字社要員を神戸経由で派遣した。このうち海軍省は八重山を派遣したが出航に手間取り、ウォルフ号に遅れをとり任務遂行を全う出来なかった。神戸の和田岬消毒所では宮内省の侍医によって生存者69名が診察され介護が行われた。

### 送還
大日本帝国海軍のコルベット艦である「比叡」と「金剛」が遭難事故の20日後の10月5日、東京の品川湾から出航し、神戸港で生存乗員を分乗させて1891年1月2日にオスマン帝国の首都・イスタンブールまで送り届けた。
比叡艦長で薩摩藩出身の田中綱常（最終階級は少将）は、オスマン帝国皇帝アブデュルハミト2世より勲章を下賜された。そのほか、2隻には秋山真之ら海兵17期生が少尉候補生として乗船した。因みに、エルトゥールル号遭難事故から125年目の2015年に行われた「日本トルコ友好１２５周年追悼式典」に参加するために、トルコ海軍のフリゲート艦「ゲディズ」が日本に寄港した際、この訪日を機にゲディズに「比叡」と「金剛」の名前が冠された２つの船室が設けられ、うち「比叡」が晴海ふ頭で報道公開された。
日本では新聞社各社が義援金活動を行ったが、多くの社が送金手続きに戸惑うなか、4,000円を超える義援金を集めた『時事新報』は送金に仏貨為替を用いることとし、自社記者の野田正太郎に託して比叡に便乗させオスマン朝に義援金を直接届けた。野田はオスマン朝に請われて約2年間イスタンブールに駐在し、日本人初のイスラーム世界における派遣・駐在記者となり、野田の寄航先での記事は『時事新報』に随時掲載され好評を博した。

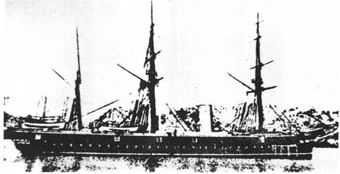
比叡
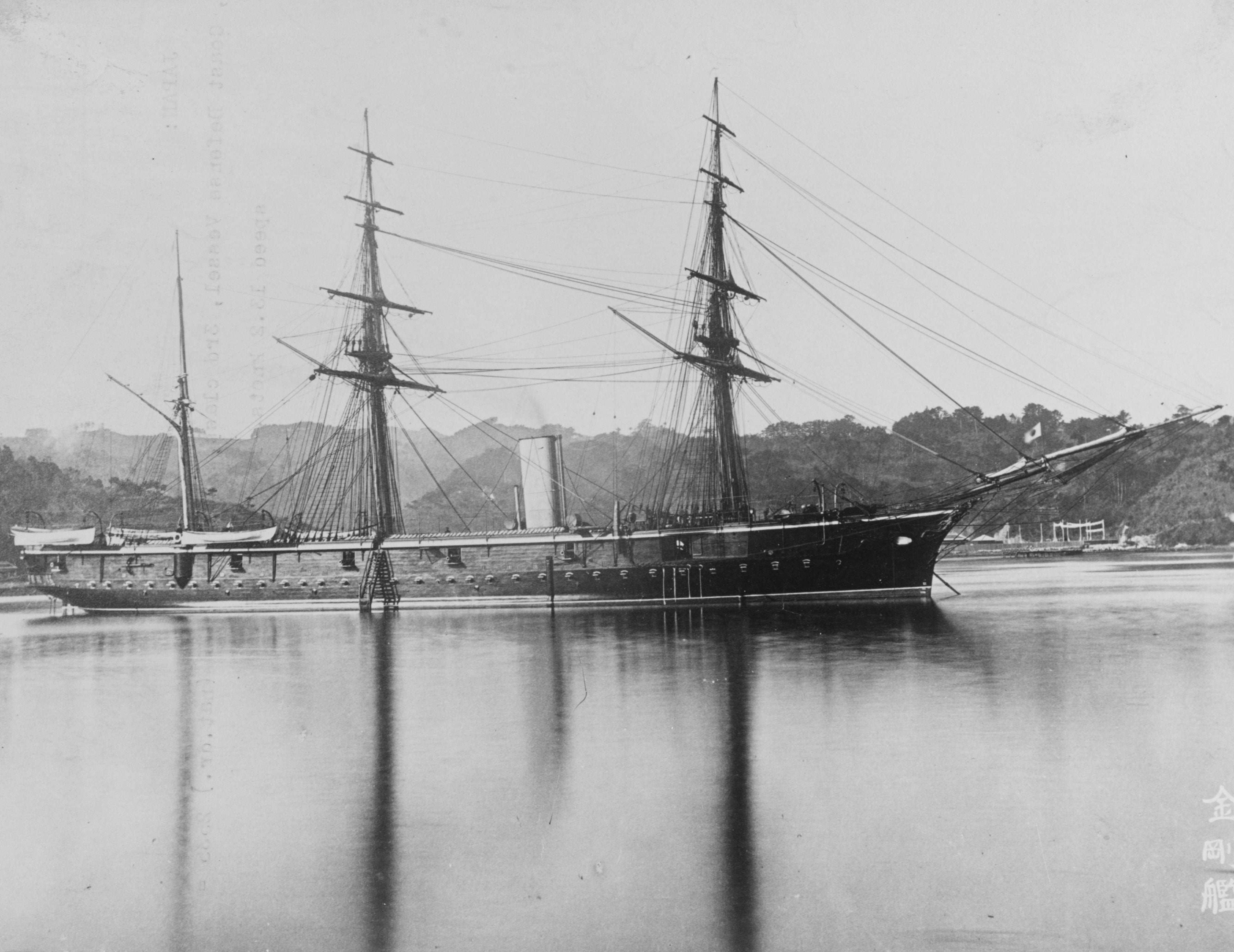
金剛

### 追悼と検証

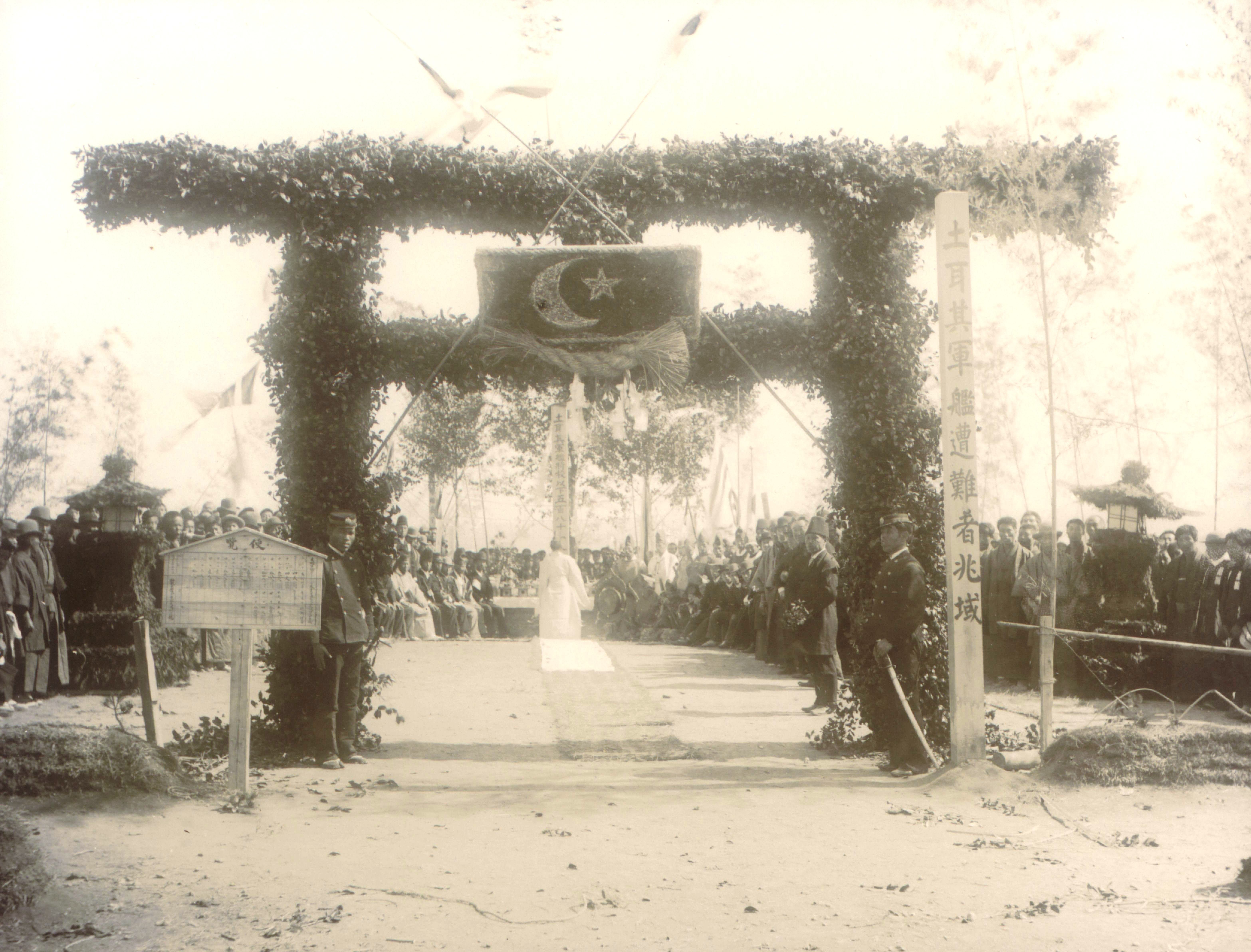
乗組員の合同葬の様子

「比叡」と「金剛」がオスマン帝国に向けて出発したあと、1890年10月中旬には和歌山県知事石井忠亮を発起人として紀念碑建設の運動がはじまった。
1929年（昭和4年）6月3日、関西行幸中の昭和天皇が串本町に行啓した際、エルトゥールル号追悼碑に立ち寄った。
1937年（昭和12年）6月3日、天皇の大島行啓日を記念し、山内海軍少将（日本トルコ協会総裁高松宮宣仁親王差遣）、ゲレデ大使、軽巡「大井」（艦長志摩清英大佐）乗組員や学生達が参列して弔魂碑の除幕式が行われた。
串本町では5年ごとに追悼式典が行われており、2008年（平成20年）には訪日していたアブドゥラー・ギュル大統領が同国の大統領として初めてこの地を訪れ、遭難慰霊碑前で行われた追悼式典に出席し、献花を行った。
エルトゥールル号の残骸は、2007年（平成19年）からトルコを中心に数か国で水中考古学の国際調査団を構成し、調査を進めた。翌2008年（平成20年）にはアメリカ合衆国海洋考古学研究所のトルコ人スタッフらが発掘調査を行い、遺骨や弾丸など1000点以上の遺品を引き揚げた。錨は未だに見つかっておらず、4年目の2010年（平成22年）に沈没地点近くの海底にて探索作業が行われた。

## 遭難事件後の日土関係
エルトゥールル号の遭難はオスマン帝国内に大きな衝撃を呼んだが、アブデュルハミト2世のもとでは人災としての側面は覆い隠され、天災による殉難と位置付けて新聞で大きく報道されるとともに、遺族への弔慰金が集められた。また、このときに新聞を通じて大島村民による救助活動や日本政府の尽力も大きく伝えられ、当時のオスマン帝国の人々は遠い異国である日本と日本人に対して好意を抱いたといわれている。

### 山田寅次郎
茶道宗徧流の跡取りである山田寅次郎も、この事件に衝撃を受けた日本人のひとりであった。山田は日本国内で民間から『エルトゥールル号事件の犠牲者の遺族に対する義捐金』を集めるキャンペーンを行い、事件の翌々年、当時外務大臣だった青木周蔵の提案から、集まった義捐金を携えて一人でオスマン帝国の首都・イスタンブールに渡った。
山田が民間人でありながら義捐金を持って訪れたことが判明するや彼は国民から熱烈な歓迎を受け、数日後には皇帝アブデュルハミト2世に拝謁する機会にすら恵まれた。このとき、皇帝の要請でオスマン帝国に留まることを決意した山田はイスタンブールに貿易商店「中村商店」を開き、士官学校にて少壮の士官に日本語や日本の文化を教え、政府の高官のイスタンブール訪問を手引きするなど、日土国交が樹立されない中で官民の交流に尽力した。山田が士官学校で教鞭をとった際、その教えを受けた生徒の中には、後にトルコ共和国の初代大統領となったムスタファ・ケマルもいたとされる。
山田がイスタンブール滞在中に起こった日露戦争が日本の勝利に終わると、長らくロシア帝国から圧力を受け続けて同様にロシアの南下圧力に晒されていた日本に対し、親近感を高めていたオスマン帝国の人々は、東の小国、日本の快挙として喜んだ。日本海海戦時にバルチック艦隊を破った連合艦隊司令長官である東郷平八郎提督にちなみ、トーゴーという名を子供につけることが流行したという。
日露戦争で英雄となった乃木希典大将は、1911年6月22日のイギリス国王ジョージ5世の戴冠式に出席したあと、陸路で日本にもどる。その途中でイスタンブール（コンスタンティノープル）に立ち寄り、オスマン帝国政府高官の歓待を受けた。乃木もオスマン帝国軍の演習を視察した。乃木を接待したオスマン帝国軍将校は日本人に好印象を抱いたという。

### 日土国交
日本とオスマン帝国の外交当局による国交交渉は何度も行われたが、両者の交渉が暗礁に乗り上げてうまく進まず、結局オスマン帝国の滅亡まで正式な国交が結ばれることはなかった。
1914年（大正3年）、第一次世界大戦が勃発するとドイツ帝国ら中央同盟国に引き入れられつつあったオスマン帝国の対外情勢は緊迫し、中村商店関係者など少数の在留邦人はイスタンブールを去った。
この戦争で日英同盟を結んでいた日本はイギリスなど連合国陣営として参戦した。日本はオスマン帝国とは交戦国となる。オスマン帝国が敗北すると、地中海に派遣されていた第二特務艦隊（旗艦「日進」、麾下駆逐隊）がダーダネルス海峡を通過し、イスタンブールを訪問した。
戦後のオスマン帝国の解体とトルコ共和国の成立という目まぐるしい情勢の変化を経て、1924年（大正13年）発効のローザンヌ条約締結・1925年（大正14年）の大使館開設により、日本政府とトルコ共和国政府は正式に国交を結んだ。

### イラン・イラク戦争中におけるトルコ航空機によるテヘラン邦人救出事件

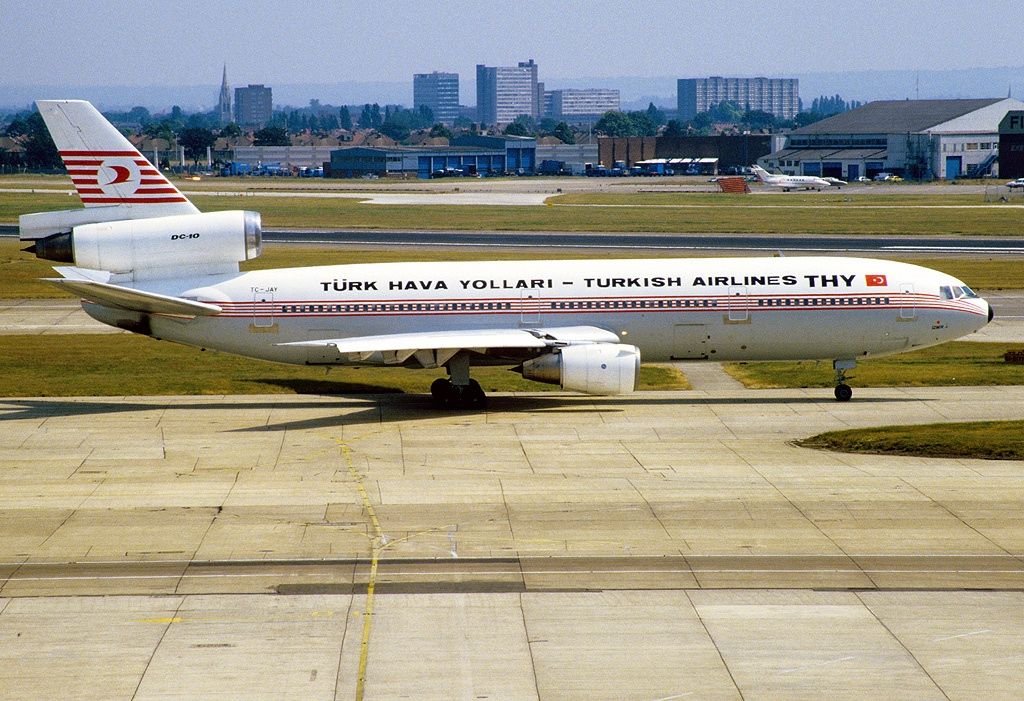
日本人を運んだトルコ航空のDC-10イズミル号（機体記号TC-JAY）

イラン・イラク戦争中の1985年3月、イラクは、突然、「48時間後の3月19日午後8時以降、イラン上空の航空機は、民間機を含め、無差別に攻撃する」と宣言した。このとき、既にテヘランは住宅街を含め、イラクの空爆を受けている状況で、200名以上の日本人が取り残されていた。
これに際し、隣国トルコのトゥルグト・オザル首相は、重要なパートナーであり自ら親友と呼ぶ森永堯（当時、伊藤忠商事イスタンブール支店長）に懇請されると即座に英断を下し、テヘランの日本人を救出するためにトルコ航空機の派遣を決定した。このことは、エルトゥールル事件と結びつけられて、「トルコは海の恩を、空で返した」と言われることにもなった。
機長のオルハン・スヨルジユは元空軍パイロットで、自らフライトを志願した。215名の日本人はこれに分乗し、全員トルコに救出され、やがて日本へ帰国できた。トルコは、陸路で脱出できる自国民よりも、日本人の救出を優先したのである。この救援機に搭乗できなかったトルコ人約500名は、自動車でイランを脱出しているが、トルコの国民とメディアは、この対応を好意的に受け入れた。
この逸話は2002 FIFAワールドカップでのサッカートルコ代表チームの活躍を機に、テレビ番組や雑誌で取り上げられた。2004年にはこれを紹介した児童書が小学生高学年向けの読書感想文コンクール課題図書になった。
2007年10月28日、エルトゥールル号回顧展にあわせて東京都三鷹市の中近東文化センターでこの逸話に関するシンポジウムが開催された。当時の関係者が出席し、事件当時の駐イラン大使であった野村豊氏もその時の経緯を語っている。
2015年、ターキッシュ エアラインズは日本に乗り入れるエアバスA330型機「KUSHIMOTO号」に、1985年当時のデザインの特別塗装を施した。

#### 実際の経緯と、映画「海難1890」におけるストーリーの相違
日本・トルコ友好125周年記念として2015年に制作された日本トルコ合作映画『海難1890』では、「日本の野村豊駐イラン大使がトルコ側に働きかけて、トルコ航空機の派遣が決定された」という筋書きになっているが、野村元大使自身はそうした発言・主張はしていない。野村元大使自身が語ったところによれば、同氏は「フセインの言うタイムリミットの前日の18日夕方」に、ビルセル大使（当時の駐イラン・トルコ大使）から、「明日、トルコ航空機が2機来る。空席があるから日本人の搭乗希望者数を教えてほしい」という電話を受けた。
即ち、日本の外務省は、全てが決まった後に、トルコ外務省からその連絡を受けたという経緯であった。因みに、映画『海難1890』には森永堯氏は登場しておらず、その点では、この映画は実際に起こった事実とは食い違う内容となっている。

### 姉妹都市と記念碑
串本町は、トルコの2つの町と姉妹都市提携をしている。
- ヤカケント町、1964年から[44]。
- メルスィン市、1975年から[44]。この港湾都市にはクシモト・ストリートと呼ばれる同市最大の繁華街がある。

樫野埼灯台そばにはエルトゥールル号殉難将士慰霊碑およびトルコ記念館が建っており、町と在日本トルコ大使館の共催による慰霊祭が5年ごとに行われている。
事件から125年となった2015年には、トルコ海軍の軍艦ゲティズが下関・串本・東京の3港を訪れ、串本町で行われた追悼式典に参加した。
2012年2月から3月にかけて日本の外務省がトルコの民間会社に委託して行った調査によると、トルコでエルトゥールルの遭難事件を「知っている」と回答したのは29.9%だった。同じ調査で、日本の経済協力案件である第2ボスポラス大橋は44.9%、マルマライ計画は52.5%だった。

## エルトゥールル号遭難事件を扱った作品
小説
- 『救出：日本・トルコ友情のドラマ』木暮正夫、相沢るつ子（アリス館〈人と“こころ"のシリーズ	 4〉2004年、75200254X、NCID BA6520044X）
- 『東の太陽、西の新月：日本・トルコ友好秘話「エルトゥールル号」事件』山田邦紀、坂本俊夫（現代書館 2007年ISBN 9784768469583、NCID BA83145445）
- 『海の翼：トルコ軍艦エルトゥールル号救難秘』秋月達郎（2010年3月 新人物往来社〈新人物文庫 あ-4-1〉ISBN 9784404037916。
  - 〈PHP文芸文庫 あ9-1〉に改版改題『海の翼 : エルトゥールル号の奇蹟』（2014年7月 NCID BB19348379）

- 『トルコ軍艦エルトゥールル号の海難』オメル・エルトゥール（Ertur, Omer S.）著、山本雅男・植月惠一郎・久保陽子 訳（2015年11月 彩流社 ISBN 9784779121562、NCID BB20306627）
- 『ブルーアウト』鈴木光司（2019年 小学館ISBN 9784093864305、NCID BB20281504）。
  - 〈小学館文庫 す15-1〉に改版、ISBN 9784094066470、NCID BC05966399。

児童書（絵本を含む）
- 『エルトゥールル号の遭難 トルコと日本を結ぶ心の物語』寮美千子 文、磯良一 絵（2013年6月 小学館クリエイティブ、小学館 (発売)、ISBN 9784778037598、NCID BB12915266。厚生労働省「子どもたちに読んでほしい本」選定図書（2013年）
- 加来耕三 企画・構成・監修学習まんが『歴史で感動! エルトゥールル号遭難事件 : 日本とトルコの絆』水谷俊樹 原作、佐藤尚美 作画（2015年 ポプラ社 ISBN 9784591147252）。
- 『タイヨウのくにとツキのふね』やまぐちさゆり 作、ちねしょうご 絵、ほんだけいし 編、トルコ語併記＝Aysum Uyar Makibayashi 訳（2018年4月 串本町：株式会社KCR 全国書誌番号:23305703、ISBN 978-4-909522-01-6）

トルコ語題名『Güneş Ülkesı ve Ay Gemısı』
漫画
- 『Teşekkür ederim』石川雅之（講談社『モーニング』2014年21・22合併号掲載、読切作品）

映画
- 『海難1890』田中光敏監督、小松江里子脚本（2015年12月公開 日本・トルコ合作）。

テレビ番組
- 『東の太陽 西の月星 〜海の記憶は空を翔る・日本とトルコ117年の物語〜』（制作・BS朝日、演出・千葉龍之介、2007年3月10日放送）

音楽
- 『エルトゥールル号の記憶～太陽と新月の絆』清水大輔（2015年12月 ロケットミュージック）